# Brian Auger
Brian Auger, né le 18 juillet 1939 à Londres, est un claviériste de jazz, d'acid jazz et de rock, jouant essentiellement de l'orgue Hammond.
Brian Auger a enregistré et fait des tournées avec des artistes tels que Rod Stewart, Tony Williams, Billy Cobham, Johnny Hallyday, Jimi Hendrix, Sonny Boy Williamson, Led Zeppelin, Eric Burdon. Il a fusionné le jazz, la pop anglaise, le R&B, la soul et le rock, et a été nommé pour un Grammy Award.

## Biographie
En 1965, il fonde le groupe The Steampacket avec Long John Baldry, Julie Driscoll, Vic Briggs et Rod Stewart. Avec Julie Driscoll et le groupe Trinity il enregistre de nombreux hits, notamment une reprise de Road to Cairo de David Ackles et This Wheel's on Fire de Bob Dylan. Ce dernier morceau apparaît sur la compilation Dylan Covered. En 1969, Auger, Driscoll et leur groupe se produisent à la télévision lors de l'émission 33⅓ Revolutions Per Monkee (en).
En 1970, il forme le Brian Auger's Oblivion Express, peu de temps après avoir abandonné le projet de jazz fusion Wassenaar Arrangement.